# 域士佛
域士佛是加拿大安大略省多倫多的一個社區。它位於城市的東部，在士嘉堡的西端，即維多利亞公園路（Victoria Park Avenue）和貝治芒道（Birchmount Road）之間的羅倫斯東路（Lawrence Avenue East）路段。這個街區有很多希臘裔人士。域士佛嶺商業促進區（Wexford Heights BIA）有245個成員，並在羅倫斯舉辦一年一度的街頭節日。

## 歷史

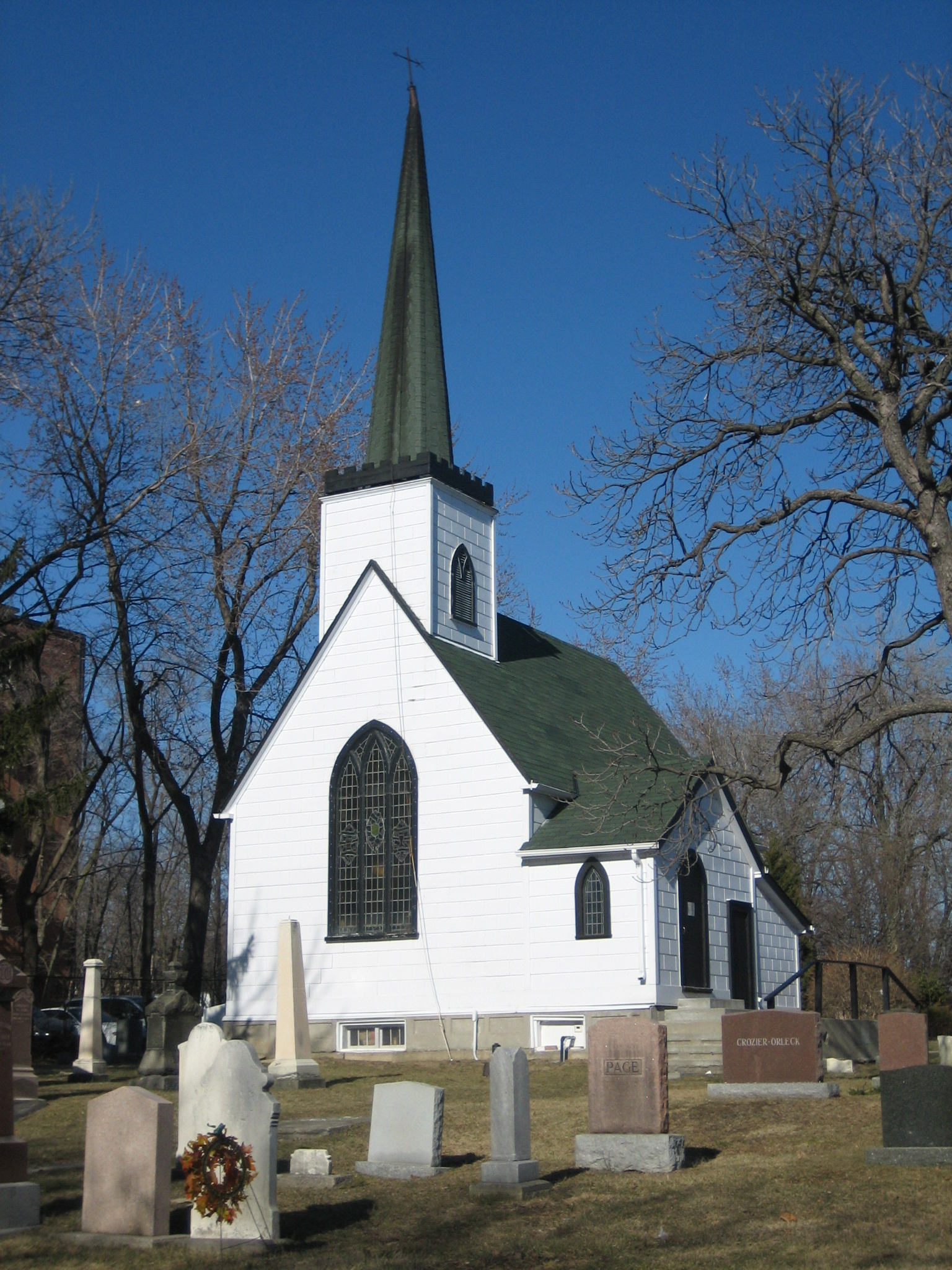
聖猶大教堂（Church of St. Jude）建於1848年。

聖猶大教堂（Church of St. Jude）於1848年在域士佛建成。它曾經是域士佛小村莊的聖公會教堂，如今作為現代市區的地標保留了下來。
1953年，域士佛與士嘉堡其他地區一起從約克縣分離出來，組成了大多倫多市的政府。該地區主要由二戰後的平房、公寓、零售和商業空間組成。1998年，該市與士嘉堡其他地區和大多倫多市的其他五個城市合併，形成了新的「多倫多市」。
根據2006年人口普查，可見少數族裔佔總人口的45.4%，其中第一大少數族裔是南亞人，佔12.0%。
2013年，《多倫多生活》（Toronto LIFE）雜誌的一篇文章將域士佛-瑪利谷（Wexford-Maryvale）社區列為多倫多140個社區中的第6位。

## 教育

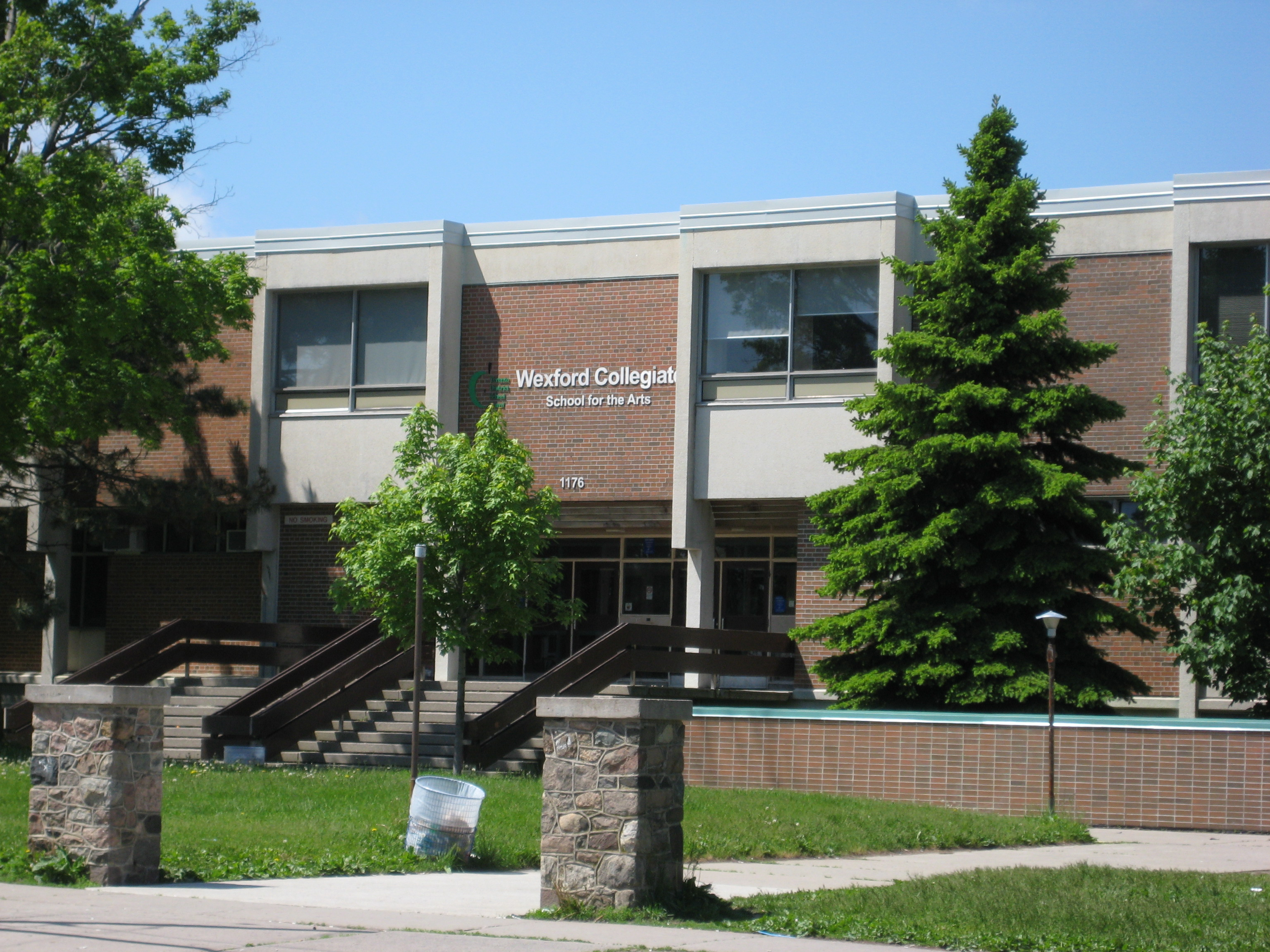
域士佛藝術書院（Wexford Collegiate School for the Arts）是域士佛的一所公立中學。

域士佛有兩個公立教育局運營學校，分別是多倫多天主教教育局（TCDSB）和世俗的多倫多公校教育局（TDSB）。
TCDSB和TDSB在域士佛社區運營以下公立學校：
- 布坎南公立學校（Buchanan Public School）
- 佐治·派克公立學校（George Peck Public School）
- 曼克頓公園初級公立學校（Manhattan Park Junior Public School）
- 寶血天主教學校（Precious Blood Catholic School） is a school located on 1035 Pharmacy Avenue serving Kindergarten to Grade 8. It opened in 1950 as St. Teresa School by the Congregation of Notre Dame in the village of Wexford.[3] The modern school was built on the land owned by James and Jesse Grant erected in 1953 and opened in September 1954 with Sister St. Agnes of the Daughters of Wisdom as principal with 444 pupils and 15 staff members. The Congregation of Notre Dame withdrew its teaching duties in 1956.[4] In 1963, the school had a population of 920 students.
- 奧干拿上議員書院（Senator O'Connor College School），位於北約克
- 聖凱文天主教學校（St. Kevin Catholic School）
- 域士佛公立學校（Wexford Public School）
- 域士佛藝術書院（Wexford Collegiate School for the Arts）

以法語為教學語言的世俗公立教育局維亞蒙德公校局（Conseil scolaire Viamonde）及天主教法語公校局Conseil scolaire catholique MonAvenir也為域士佛的居民提供教育。他們並不在域士佛社區運營學校，居住在域士佛的學生如有意在這兩個教育局上學，需前往多倫多的其他社區。

## 康樂
域士佛是多座市政公園的所在地，包括位於社區西南部的域士佛公園（Wexford Park）。域士佛的市政公園由多倫多公園、林務及康樂部（Toronto Parks, Forestry and Recreation Division）管理。該社區還擁有數個休閒體育協會，包括士嘉堡小曲棍球協會和域士佛足球會。

## 地標

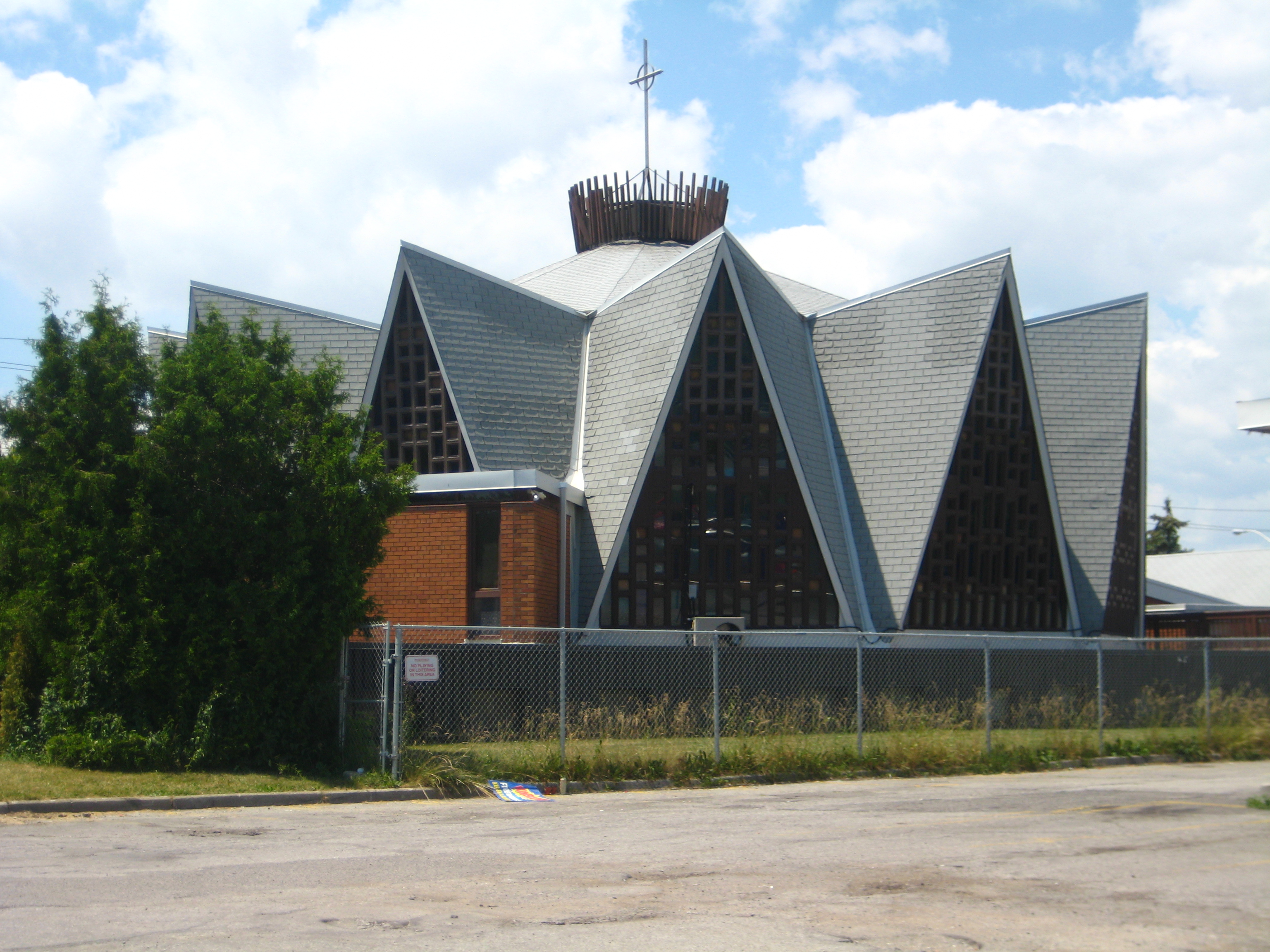
域士佛長老會教堂（Wexford Presbyterian Church）是域士佛的數個禮拜場所之一。

域士佛有兩個購物中心，域士佛嶺廣場（Wexford Heights Plaza）和西津購物中心（Westford Shopping Centre）。
該社區有多座教堂，包括：
- 聖猶大教堂（Church of St. Jude）
- 寶血天主堂（Precious Blood Roman Catholic Church）
- 救世軍士嘉堡城堡（Scarborough Citadel of the Salvation Army）
- 聖約翰希臘東正教教堂（St. John's Greek Orthodox Church）
- 域士佛嶺聯合教會（Wexford Heights United Church）(2002 Merger of the historic Zion-Wexford and Wilmar Heights congregations)
- 域士佛長老會教堂（Wexford Presbyterian Church）

## 外部連結
维基共享资源上的相關多媒體資源：域士佛